# Skovkrogen
Skovkrogen ved Haarby var indtil ca. 1798 ubebygget skov og mark, og er ny udstykket til bebyggelse. 

## Tilhørsforhold
Skovkrogen tilhørte oprindelig godset Løgismose. I 1790'erne var ejeren af Løgismose, Grev Adam Frederik Trampe den Yngre, blevet så træt af at være godsejer, at han besluttede at sælge alle sine ejendomme. Han solgte i 1798-99 de fleste af de bøndergårde, der hørte til Løgismose og derudover også en stor del af hovedgårdens jord. Herved blev også jorderne i Skovkrogen solgt.

### Uddeling
En stor del hørte under gårde i Nellemose, og er senere udmatrikuleret under Nellemose ejendomslav i Dreslette Sogn med matrikelnumre fra 31 og opad. En del hørte til Strærup og er senere matrikuleret som Strærup Skovhaver, under Haarby Sogn. En mindre del, som formodentlig bl.a. var hovedgårdsjord under Løgismose, er matrikuleret under Mullerød ejendomslav i Dreslette Sogn. Det medførte, at der skete en kraftig udflytning til Skovkrogen og en tilsvarende bebyggelse i de følgende år fra 1799 og fremover.
|  | Denne artikel om lokaliteten Skovkrogen kan blive bedre, hvis der indsættes et (bedre) billede. Du kan hjælpe ved at afsøge Wikimedia Commons for et passende billede eller lægge et op på Wikimedia Commons med en af de tilladte licenser og indsætte det i artiklen. |

55°10′50″N 10°03′00″Ø / 55.18056°N 10.05000°Ø